# Шајар ал Дур
Шајар ал Дур (умрла 28. априла 1257) била је жена супруга египатског султана Салих Најм ал Дин Ејуба.

## Биографија
Након Ејубове смрти Шајар преузима контролу над Египтом ишчекујући свога сина Тураншаха да се врати из Месопотамије и помогне у борби против крсташа Луја IX. Помоћ јој је пружио већ остарели државник Фар ад Дин. Крсташи нападају на град Мансуру. У бици код Мансуре гине Фар ад Дин, али је муслиманску војску спасао мамелучки војсковођа Ејбак. Потом је Ејбак тражио од Тураншаха већи удео у власти. Када договор није постигнут, Ејбак и Шајар изврше дворску револуцију. За султана проглашавају шестогодишњег ал Ашраф Мусу. Међутим, прави владар је био Ејбак. Шајар је била прва муслиманка која је владала. Њена владавина је трајала свега 80 дана након чега је приморана да призна Ејбака за султана и да се уда за њега. Између њих двоје касније избија свађа и Шајар шаље убице да убију Ејбака. Одмах након Ејбакове смрти, Шајар су на смрт нанулама изгазиле робиње прве Ејбакове жене и потом тело бациле са куле.